# Aratuba
Aratuba là một đô thị thuộc bang Ceará, Brasil. Đô thị này có diện tích 142,538 km², dân số năm 2007 là 12176 người, mật độ 85,42 người/km².